# Cross Road (Mr. Children)
Cross Road è un brano musicale del gruppo musicale giapponese Mr. Children, pubblicato come loro quarto singolo il 10 novembre 1993, ed incluso nell'album Atomic Heart. Il singolo ha raggiunto la sesta posizione della classifica Oricon dei singoli più venduti in Giappone, vendendo 1 255 940 copie. Il brano è stato utilizzato come tema musicale del dorama televisivo Dousoukai.

## Tracce
CD Singolo TFDC-28022 
1. CROSS ROAD
2. and I close to you
3. CROSS ROAD (Instrumental Version)

## Classifiche
| Classifica (1993) | Posizione più alta |
| ----------------- | ------------------ |
| Giappone (Oricon) | 6                  |